# 생방송 아침+
《생방송 아침+》는 대한민국의 MBC에서 매주 평일 아침 7시 40분과 매주 토요일 오전 7시 30분에 MBC에서 방송했던 아침정보 프로그램이다.

## 개요
- 바쁜 삶 속에서 ‘이웃사촌’이란 말이 옛말이 된지 오래입니다. 아래 위 이웃이 되어 있지만 서로 단절된 채 살아가는 아파트 사람들. 아파트라는 삭막한 공간 속에서 이웃간의 잃어버린 정과 웃음을 되찾고, ‘노래자랑’을 통해 이웃 화합의 장을 마련해 보고자 합니다. 토요스페셜 <게릴라 대작전! 가수왕을 찾아라>에 시청자 여러분의 많은 참여바랍니다.

## 방송 시간
| 방송 채널 | 프로그램     | 방송 기간                         | 방송 시간                                                                          | 방송 분량                            |
| --------- | ------------ | --------------------------------- | ---------------------------------------------------------------------------------- | ------------------------------------ |
| MBC TV    | 생방송 아침+ | 2001년 8월 21일 ~ 2001년 8월 25일 | 화요일 ~ 금요일 오전 7시 40분 ~ 8시 25분 토요일 오전 7시 30분 ~ 8시 25분           | 화요일 ~ 금요일 : 45분 토요일 : 55분 |
| MBC TV    | 생방송 아침+ | 2001년 8월 27일 ~ 2001년 9월 29일 | 매주 월요일 ~ 금요일 오전 7시 40분 ~ 8시 25분 매주 토요일 오전 7시 30분 ~ 8시 25분 | 월요일 ~ 금요일 : 45분 토요일 : 55분 |
| MBC TV    | 생방송 아침+ | 2001년 10월 4일 ~ 2001년 10월 6일 | 목요일 ~ 금요일 오전 7시 40분 ~ 8시 25분 토요일 오전 7시 30분 ~ 8시 25분           | 월요일 ~ 금요일 : 45분 토요일 : 55분 |
| MBC TV    | 생방송 아침+ | 2001년 10월 8일 ~ 2001년 11월 3일 | 매주 월요일 ~ 금요일 오전 7시 40분 ~ 8시 25분 매주 토요일 오전 7시 30분 ~ 8시 25분 | 월요일 ~ 금요일 : 45분 토요일 : 55분 |

## 진행자
- 손범수